# Nordhorn
Nordhorn – miasto powiatowe w północno-zachodniej części Niemiec w kraju związkowym Dolna Saksonia, w powiecie Grafschaft Bentheim. Leży nad rzeką Vechte, przy ujściu do Kanału Ems-Vechte, w pobliżu granicy z Holandią. Według danych Urzędu Statystycznego Dolnej Saksonii w 2018 roku miasto liczyło ok. 53 tys. mieszkańców.
W mieście rozwinął się przemysł włókienniczy oraz chemiczny.

## Sport
- HSG Nordhorn-Lingen – klub piłki ręcznej mężczyzn

## Urodzeni w Nordhorn
- Jennifer Janiska – niemiecka siatkarka
- Anna-Lena Grönefeld – niemiecka tenisistka

## Miasta partnerskie
- Holandia: Coevorden (od 1963)
- Polska: Malbork (od 1995)
- Francja: Montivilliers (od 1963)
- Saksonia: Reichenbach im Vogtland (od 1989)
- Włochy: Rieti (od 2010)